# Wojna birmańsko-syjamska (1764–1769)
Wojna birmańsko-syjamska 1764–1769.
W latach panowania lokalnego birmańskiego władcy Alaungphayi (1714–1760) doszło do serii wypraw militarnych, które zagroziły Syjamowi. Alaungphaya nie doczekał ostatecznego triumfu, gdyż zmarł podczas oblężenia stolicy Syjamu Ayutthayi. Po śmierci władcy w Birmie miały miejsce spory o tron, z których zwycięsko wyszedł nastawiony na ekspansję terytorialną Hsinbyushin (1760–1776). Nowy władca wyruszył na czele znacznych sił na Chiang Mai (północna Tajlandia), które zdobył po krótkiej walce. Następnie obrał kurs się na północny wschód na tereny obecnego Laosu. Po podbiciu tego kraju pomaszerował w kierunku południowym z zamiarem zdobycia stolicy Syjamu Ayutthayi, oblegając je siłami 50 000 żołnierzy.
Dnia 20 stycznia 1766 r. Syjamczycy w sile 50 000 żołnierzy uderzyli na oblegających miasto Birmańczyków, jednak celna salwa z muszkietów wywołała panikę w przednich szeregach atakujących i ich gwałtowny odwrót, w wyniku którego śmierć poniosło kilka tysięcy żołnierzy syjamskich. Także przybyłej 10-tysięcznej armii posiłkowej nie udało się wyprzeć Birmańczyków z zajętych stanowisk. Wraz z nastaniem pory deszczowej walki wygasły.
W grudniu 1766 Syjamczycy podjęli ostatnią próbę przełamania oblężenia, ostrzeliwując Birmańczyków m.in. z dział umieszczonych na łodziach. Atak został ponownie odparty a atakujący ponieśli znaczne straty. Phaya Taksin (1734–1782) późniejszy król Syjamu, na czele 500 ludzi opuścił w tej sytuacji stolicę, kierując się na wschód, gdzie zajął się organizacją nowych sił.
W kwietniu 1767 r. w okresie upałów jakie ówcześnie nawiedziły południowo-wschodnią Azję, Birmańczycy wypełnili słomą i łatwopalnym drewnem doły, które wykopali pod murami oblężonego miasta. Podpalony materiał wywołał gwałtowny pożar i zawalenie się murów miasta. Wykorzystując ten fakt, Birmańczycy przypuścili gwałtowny szturm, zabijając wiele tysięcy Syjamczyków, wśród nich króla Ekathata, 30 000 jeńców poprowadzono do Birmy. Ayutthaya została całkowicie spustoszona i zrównana z ziemią. Splądrowano i zniszczono liczne świątynie, zagrabiono skarby i obrazy Buddy. Złote statuetki przetopiono, zniszczeniu uległo też archiwum królewskie.
- Hsinbyushin na słoniu bojowym

W roku 1768 król Taksin zebrał znaczne siły, na czele których rozpoczął systematyczne wypierania Birmaczyków z kraju. Po roku walk Birmańczyków całkowicie wyparto z Syjamu.
Całkowicie zniszczona stolica państwa Ayutthaya nie nadawała się do odbudowy, Taksin zdecydował o przeniesieniu jej do Thonburi. Pierwszym celem nowego władcy było wyswobodzenie całego królestwa Tajów spod wpływów birmańskich, co doprowadziło do wybuchu kolejnej wojny birmańsko-syjamskiej (1775–1776).